# Phalacropterix millieriella
Phalacropterix millieriella är en fjärilsart som beskrevs av Lederer 1853. Phalacropterix millieriella ingår i släktet Phalacropterix och familjen säckspinnare. Inga underarter finns listade i Catalogue of Life.